# 피티코퍼레이션

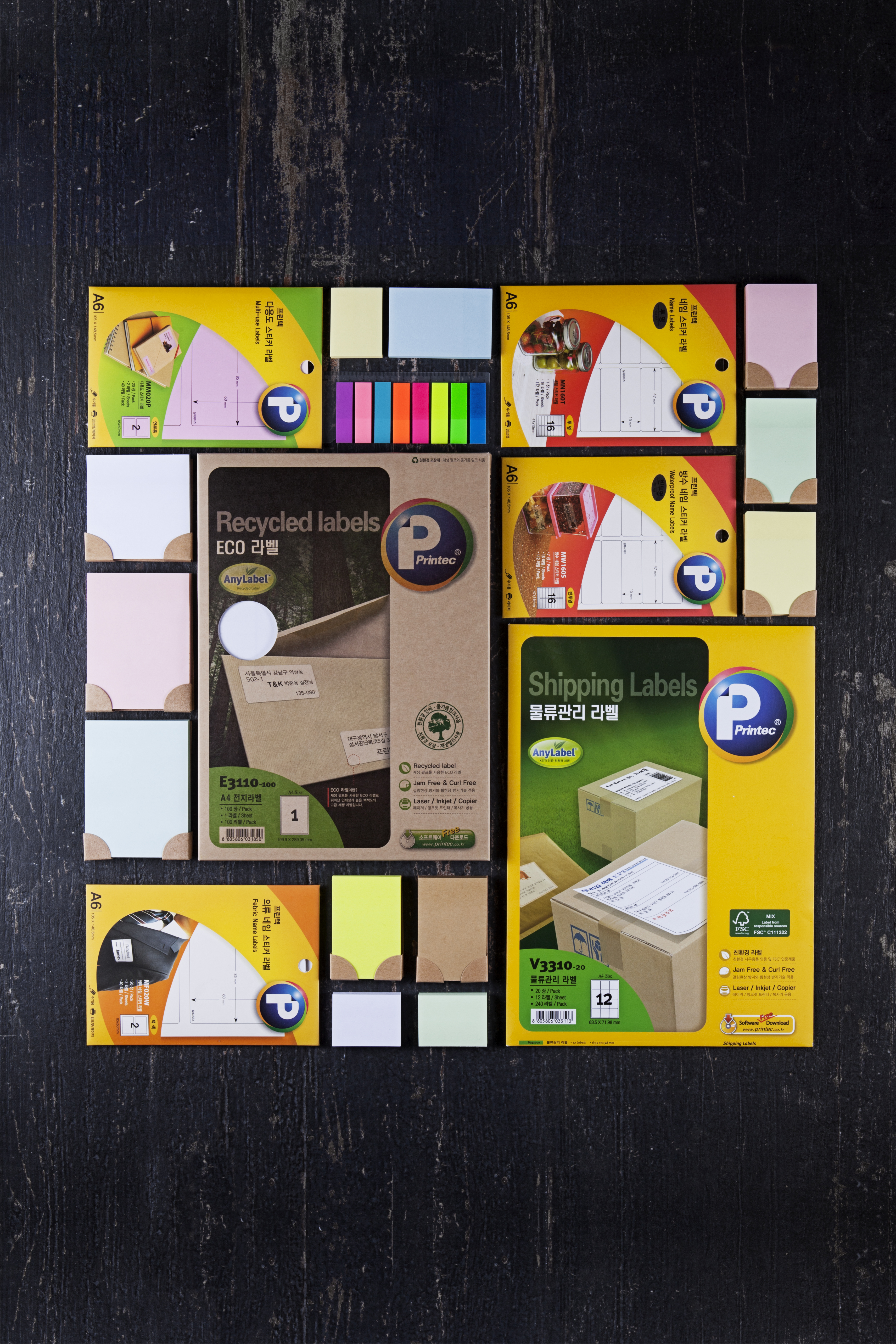
프린텍 이미지ㅜ.

구. 프린텍은 (현. 피티코퍼레이션) 주방가구, 화장품, 문구, 생활문구, 전자부품, 자동차부품 제조/도소매 등을 생산하는 주방용 전기기기 제조업이다. 소비재로는 생활문구 브랜드 “프린텍” 라이프스타일 브랜드”단순생활” 프리미엄 가전”도깨비방망이”가 있고, 산업재로는 산업용 라벨을 제조하고 있다.
2021년 6월 "프린텍"에서 "피티코퍼레이션"으로 사명을 변경하였다.